# احسان علوان زاده
احسان علوان زاده (18 يناير 1995 بدزفول في إيران - ) هو لاعب كرة قدم إيراني في مركز الهجوم. لعب مع نادي استقلال خوزستان ونادي نفط مسجد سليمان.